# Eleição para o Senado federal pela Indiana em 2012
A eleição para o senado do estado americano de Indiana em 2012 foi realizada no dia 6 de novembro de 2012, simultaneamente com a eleição presidencial, e eleições para o Senado dos Estados Unidos em outros estados, como as eleições para na Câmara dos Deputados e as eleições locais. O senador republicano Richard Lugar concorreu à reeleição para um sétimo mandato, mas foi derrotado em 9 de maio de 2012 pelo principal apoiador do movimento Tea Party no estado Richard Mourdock. O congressista Joe Donnelly, democrata moderado do 2º Distrito Congressional de Indiana, recebeu a indicação democrata após a vencer por unanimidade em 9 de maio de 2012. Em 6 de novembro o democrata Joe Donnelly venceu a eleição.

## Antecedentes
Em 7 de novembro de 2006, o senador Richard Lugar foi reeleito sem a oposição de qualquer candidato democrata. Venceu a eleição com 87,3% dos votos.
Após a eleição de 2012, Lugar teria chances para ser eleito presidente pro tempore, de acordo com regras do Senado. No entanto, as chances de isso acontecer acabaram após Lugar ter perdido a primária republicana em 9 de maio de 2012, como a lei estadual da Indiana proíbe que os candidatos que concorreram na primária (e perderam) concorram novamente na eleição geral.

## Primária democrata

### Candidatos
- Joe Donnelly, congressista.[4]

### Resultados
Joe Donnelly recebeu a nomeação democrata por unanimidade em 8 de maio de 2012.
|  | Democrata | Joe Donnelly | 207.715 | 100% |

## Primária republicana
A primária republicana foi realizada em 08 de maio de 2012.

### Candidatos
- Richard Lugar, atual senador[6][7]
- Richard Mourdock, tesoureiro estadual[8]

### Campanha
Devido à impopularidade de Lugar entre alguns eleitores simpatizantes do movimento Tea Party em suas posições sobre imigração ilegal, a votação para confirmar Sonia Sotomayor e Elena Kagan para o Supremo Tribunal de Justiça, o DREAM Act, o Tratado START, o controle de armas, ele foi desafiado por um candidato em que o movimento Tea Party tem como um líder no estado.
Um debate foi realizado pela Comissão do Partido Republicano do estado em uma quarta-feira, 11 de abril. Em uma pesquisa feita entre 26 a 28 março, mostrou que Lugar ainda estava na liderança, mas em 30 de abril a 1 de maio Mourdock estava liderando com 48% a 38% para Lugar.
Mourdock derrotou o senador Lugar na primária republicana em 9 de maio de 2012.
De acordo com a lei Indiana, Lugar não pode ser um candidato na eleição (nem como um terceiro candidato ou como independente) depois que ele perdeu a primária.

### Pesquisas
| Poll source                      | Data(s)                       | Amostra | Margem de erro | Richard Mourdock | Richard Lugar | Indecididos |
| -------------------------------- | ----------------------------- | ------- | -------------- | ---------------- | ------------- | ----------- |
| Howey Politics/DePauw University | 30 de abril-1 de maio de 2012 | 700     | ± 3.7%         | 48%              | 38%           | -           |
| Howey Politics/DePauw University | 26-28 de março de 2012        | 503     | ± 4.5%         | 35%              | 42%           | 28%         |
| American Viewpoint (R)           | 27-28 de julho de 2011        | 600     | ± 4.0%         | 31%              | 45%           | 23%         |
| Basswood Research (R)            | 23-24 de julho de 2011        | 500     | ± 4.4%         | 34%              | 32%           | 34%         |

### Resultados
|  | Republicano | Richard Mourdock | 400.321 | 60,5% |
|  | Republicano | Richard Lugar    | 261.285 | 39,5% |

## Eleição geral

### Candidatos
- Richard Mourdock (R), tesoureiro estadual
- Joe Donnelly (D), representante dos Estados Unidos
- Jack Rooney (I)
- Andrew Horning (L), product manager and unsuccessful gubernatorial candidate[43]

### Pesquisas
| Fonte                            | Data(s)                         | Amostra | Margem de erro | Richard Mourdock (R) | Joe Donnelly (D) | Andy Horning (L) | Outros | Indecididos |
| -------------------------------- | ------------------------------- | ------- | -------------- | -------------------- | ---------------- | ---------------- | ------ | ----------- |
| Howey Politics/DePauw University | 19-23 de setembro de 2012       | 800     | ± 3,5%         | 38%                  | 40%              | —                | —      | —           |
| Global Strategy Group            | 10-12 de setembro de 2012       | 800     | ± 3,5%         | 42%                  | 45%              | —                | —      | 14%         |
| Market Research Insight          | 6-9 de agosto de 2012           | 600     | ± 4,0%         | 41%                  | 39%              | 3%               | —      | 17%         |
| Rasmussen Reports                | 31 de julho-1 de agosto de 2012 | 400     | ± 5,0%         | 42%                  | 40%              | —                | 3%     | 15%         |
| Rasmussen Reports                | 23-24 de maio de 2012           | 600     | ± 4,0%         | 42%                  | 42%              | —                | 2%     | 14%         |
| Howey Politics/DePauw University | 26-28 de março de 2012          | 503     | ± 4,4%         | 35%                  | 35%              | 7%               | —      | 23%         |

### Resultados
|  | Democrata   | Joe Donnelly     | 1.281.181 | 50,04% |
|  | Republicano | Richard Mourdock | 1.133.626 | 44,28% |
|  | Libertário  | Andy Horning     | 145.282   | 5,67%  |
|  | Total:      | Total:           | 2.560.102 | 100%   |